# Priscilla and the Umbrella
Priscilla and the Umbrella er en amerikansk stumfilm fra 1911.

## Medvirkende
- Florence Barker som Priscilla
- Joseph Graybill som Paul
- Edward Dillon som Harry
- Grace Henderson
- William J. Butler